# Pseudoleskea perraldieri
Pseudoleskea perraldieri är en bladmossart som beskrevs av Bescherelle 1882. Pseudoleskea perraldieri ingår i släktet Pseudoleskea och familjen Leskeaceae. Inga underarter finns listade i Catalogue of Life.